# Slípka tasmánská
Slípka tasmánská (Tribonyx mortierii) je nelétavý pták z čeledi chřástalovitých. Je jedním z dvanácti endemických druhů ptáků v Tasmánii.

## Popis
Podsaditý nelétavý pták o velikosti 43 až 51 cm. Má olivově hnědou barvu s bílou skvrnou na boku. Ve spodní části se barva stmavuje a dostává nádech modravé šedé. Krátký ocas většinou drží vzpřímený. Samci ptáků mívají obvykle delší nohy a zobák.
Nedospělí jedinci vypadají podobně jako dospělí ptáci, ale barvy peří jsou tlumené a ve spodní části mají jemné bílé skvrny.

## Nomenklatura
Tento druh byl roku 1840 popsán pod jménem Tribonyx mortierii. Jméno mortierii dostal pták na počest belgickému botanikovi Dumortierovi.